# سلوبودان لاليتش
سلوبودان لاليتش هو لاعب كرة قدم صربي في مركز الدفاع، ولد في 18 فبراير 1992 في Kula, Serbia ‏ في صربيا. شارك مع منتخب صربيا تحت 19 سنة لكرة القدم ومنتخب صربيا تحت 21 سنة لكرة القدم. أما مع النوادي، فقد لعب مع نادي أوليسيس ونادي تشوكاريتشكي وهايدوك كولا.

## وصلات خارجية
- سلوبودان لاليتش على موقع قاعدة بيانات كرة القدم.إي يو (الإنجليزية)
- سلوبودان لاليتش على موقع Soccerway.com (الإنجليزية)